# Sarcosine
La sarcosine est le dérivé N-méthylé de la glycine. C'est un acide aminé naturel présent dans les muscles et d'autres tissus du corps. En laboratoire, elle peut être synthétisée à partir de l'acide chloroacétique et de la méthylamine. La sarcosine se présente comme un intermédiaire naturel dans le métabolisme de la choline en  glycine. Elle est douce au goût et soluble dans l'eau. On l'utilise pour la fabrication de tensioactifs biodégradables, de dentifrices et pour d'autres applications.
La sarcosine se rencontre dans le matériel biologique et on la trouve dans des aliments tels que le jaune d'œuf, la dinde, le jambon, les légumes, les légumineuses, etc.
Il est établi que la sarcosine se forme à partir de la consommation de choline et du métabolisme de la méthionine et elle se dégrade rapidement en glycine, laquelle, outre son importance comme constituant de protéine, joue un rôle important dans différents processus physiologiques comme source métabolique primaire des composants de cellules vivantes tels que le glutathion, la créatine, les purines et la sérine. Le taux normal de concentration de sarcosine dans le sérum sanguin chez l'homme est fixé à 1,59 ± 1,08 micromoles par litre.
La sarcosine ne présente aucune toxicité connue, ce que prouve le manque de manifestations phénotypiques de la sarcosinémie, un défaut congénital du métabolisme de la sarcosine. La sarcosinémie peut provenir d'un manque grave de vitamine B9, vitamine nécessaire à la transformation de sarcosine en glycine.
Récemment[Quand ?], on a étudié la sarcosine en relation avec une maladie mentale, la schizophrénie. Les premiers résultats suggèrent que la consommation de 2 g de sarcosine par jour comme thérapie ajoutée à certains neuroleptiques (mais pas la clozapine) pour le traitement de la schizophrénie aboutit à des réductions supplémentaires importantes de la symptomatologie, tant positive que négative, aussi bien que des symptômes neurocognitifs, dépressifs et relatifs à la psychiatrie générale qui sont communs à cette maladie. La sarcosine s'est révélée d'une bonne tolérance. Elle fait également l'objet d'une étude aussi pour la prévention possible de la schizophrénie quand elle est encore au stade prodromique. Elle agit comme un inhibiteur du transport de glycine de type 1[Quoi ?]. Elle accroît les concentrations en glycine dans le cerveau, augmentant ainsi l'activation des récepteurs NMDA et une réduction des symptômes. À ce titre, elle pourrait être une option de traitement intéressante et suggérer dans l'avenir une nouvelle orientation possible dans le traitement des maladies mentales.
Le nom de sarcosine a été créé par le chimiste allemand Justus von Liebig qui a été le premier à l'isoler en 1847. L'étymologie du terme vient du grec ancien σάρκας - Sarkos (chair).
En octobre 2008, l'équipe du professeur en pathologie et urologie Arul Chinnaiyan, du Medical Center Ann Arbor, Michigan, a découvert que le niveau de la sarcosine était de 79 % plus élevé dans l'urine des personnes souffrant de cancer de la prostate métastasé et de 49 % chez les malades à un stade récent, non métastasé, alors qu'elle est absente chez les volontaires sains.
De plus, lors d'expériences in vitro, elle a constaté que la sarcosine pouvait activer le processus tumoral en transformant les cellules de prostate saines en cellules cancéreuses invasives.
Il semblerait donc possible de doser la sarcosine dans l'urine pour détecter, en une seule analyse, la présence d’une tumeur et d’en évaluer la gravité.